# Diospyros grisebachii
Diospyros grisebachii là một loài thực vật có hoa trong họ Thị. Loài này được (Hiern) Standl. mô tả khoa học đầu tiên năm 1935.